# فان دن فوندل
يوست فان دن فوندل (تنطق بالهولندية: [ˈjo:st fɑn dɛn ˈvɔndəl]؛  17 نوفمبر 1587 – 5 فبراير 1679. ويعتبر الشاعر الهولندي الأبرز وكاتب مسرحي من القرن 17. مسرحياته من تلك الفترة لا تزال تقدم حتى الآن.

## روابط خارجية
- فان دن فوندل على موقع IMDb (الإنجليزية)
- فان دن فوندل على موقع الموسوعة البريطانية (الإنجليزية)
- فان دن فوندل على موقع ميوزك برينز (الإنجليزية)
- فان دن فوندل على موقع ديسكوغز (الإنجليزية)